# Rachel McLauchlan
Rachel McLauchlan (Livingston, 7 luglio 1997) è una calciatrice scozzese, difensore del Brighton & Hove e della nazionale scozzese.

## Carriera

### Club
Rachel McLauchlan si appassiona al gioco del calcio fin da giovanissima, tesserandosi con il Deveronvale Girls, restando nelle sue formazioni giovanili fino al suo trasferimento al Letham Girls e, rimanendo sempre nelle squadre giovanili, vi gioca fino al 2013.
Nel 2013 formalizza il suo passaggio all'Inverness City, società di Inverness, inserita nella rosa della squadra titolare iscritta alla First Division, secondo livello del campionato scozzese femminile di calcio.
Grazie alle prestazioni espresse nei campionati minori mettendosi così in luce nei confronti degli osservatori dei grandi club, nell'agosto 2014 coglie l'opportunità di fare un salto di categoria sottoscrivendo un accordo con l'Aberdeen per giocare in Scottish Women's Premier League, il livello di vertice del campionato nazionale, per la stagione 2014-2015.
Nel gennaio 2016 si trasferisce all'Hibernian. Grazie al secondo posto ottenuto dalla sua squadra al termine della stagione 2016, McLauchlan ha l'occasione di debuttare in un torneo internazionale per club, la UEFA Women's Champions League, ai sedicesimi di finale della stagione 2016-2017, nell'incontro del 5 ottobre 2016 che vede le scozzesi sconfitte in casa per 6-0 dalle tedesche del Bayern Monaco, giocando anche la partita di ritorno, persa 4-1, prima di essere eliminate dal torneo. Il secondo posto, ancora dietro al Glasgow City, nella stagione successiva, garantisce ancora l'accesso alla fase preliminare della Champions League 2017-2018. Rimane legata alla società fino al termine della stagione 2018.
Durante il successivo calciomercato invernale trova un accordo con lo Yeovil Town per disputare la seconda parte della stagione con il club con sede a Yeovil, giocando in FA Women's Super League, massimo livello del campionato inglese femminile di calcio, fino al termine del campionato 2018-2019, marcando 9 presenze e con la squadra che si classifica all'undicesimo e ultimo posto, anche a causa dei 10 punti di penalità inflitti per essere entrata in amministrazione controllata.
Nel luglio 2019 si trasferisce alle campionesse di Scozia del Glasgow City per disputare la seconda parte del campionato. Nel gennaio 2021 è passata ai Rangers, dove è rimasta per tre stagioni consecutive, vincendo un campionato, una coppa nazionale e una coppa di lega.
L'11 luglio 2024 è tornata a giocare in una squadra inglese, essendosi trasferita al Brighton & Hove, militante in Women's Super League.

### Nazionale
McLauchlan inizia ad essere convocata dalla federazione calcistica della Scozia (SFA) nel 2013, inserita nella formazione Under-17 impegnata al primo turno di qualificazione all'edizione 2014 del campionato europeo di categoria e dove fa il suo debutto il 2 dicembre 2013 nell'incontro perso 1-0 con le pari età della Francia.
Il tecnico Anna Signeul la convoca nella nazionale maggiore facendola debuttare il 20 ottobre 2016, in occasione dell'amichevole persa 7-0 con i Paesi Bassi, inserendola di nuovo in rosa con la squadra impegnata all'edizione 2017 della Cyprus Cup, dove gioca l'incontro con l'Austria del 6 marzo perso 3-1 e quello pareggiato a reti inviolate due giorni più tardi con il Galles. le sue prestazioni convincono Signeul a inserirla nella lista definitiva delle atlete che parteciperanno all'Europeo dei Paesi Bassi 2017, primo Europeo disputato dalla nazionale femminile della Scozia. Nella fase finale viene impiegata in una sola occasione, scendendo in campo dal primo minuto fino all'81', quando viene rilevata da Joanne Love, dell'incontro del 23 luglio 2017 perso per 2-1 con le avversarie del Portogallo; condivide il percorso della sua nazionale nel gruppo D che la vede pesantemente sconfitta dall'Inghilterra per 6-0 il 19 luglio, vincendo l'ultima partita della fase a gironi superando per 1-0 la Spagna; pur avendo conquistato 3 punti a pari merito di Portogallo e Spagna, la Scozia viene eliminata in favore di quest'ultima per peggiore differenza reti.

## Palmarès

### Club
- Scottish Women's Cup: 5

Hibernian: 2016, 2017, 2018
Glasgow City: 2019
Rangers: 2023-2024
- Scottish Women's Premier League Cup: 4

Hibernian: 2016, 2017, 2018
Rangers: 2022-2023
- Campionato scozzese: 2

Glasgow City: 2019
Rangers: 2021-2022